# アンドリュー・ウォーラー
アンドリュー・ウォーラー（Andrew Waller）は、アメリカ合衆国の映画監督。

## 作品
- アメリカン・パイ in ハレンチ課外授業